# Inondations printanières de 2017 au Québec
Les inondations printanières 2017 au Québec sont un événement météorologique de crue exceptionnelle des cours d'eau du sud de la province de Québec, au Canada, due à la fonte des neiges au printemps, à laquelle se sont ajoutés de nombreux épisodes de pluie qui ont donné des cumuls anormalement élevés pour avril et mai.
Les régions les plus touchées étaient l'Outaouais, la région métropolitaine de Montréal, la Montérégie, la Mauricie, la Gaspésie et la Côte-Nord. Cependant, d'autres régions ont eu des débordements plus sporadiques et le bilan final fut de :  261 municipalités touchées, 5 371 résidences inondées, 4 066 personnes évacuées et 557 routes touchées. Les coûts furent estimés à plusieurs centaines de millions de dollars canadiens.
Vu l'ampleur du sinistre, les Forces armées canadiennes ont été appelées pour soutenir les autorités locales et les volontaires dans les régions de l'Outaouais, de la Montérégie, de la Mauricie et de Montréal. L'effectif mobilisé d'environ 2 600 militaires pour cette opération (Lentus 17-03) fut plus grand que dans toutes les autres opérations en cours mondialement pour les Forces armées canadiennes au même moment.
Ces inondations furent classées le troisième événement météorologique le plus marquant au Canada en 2017 par le Service météorologique du Canada,.

## Évolution météorologique

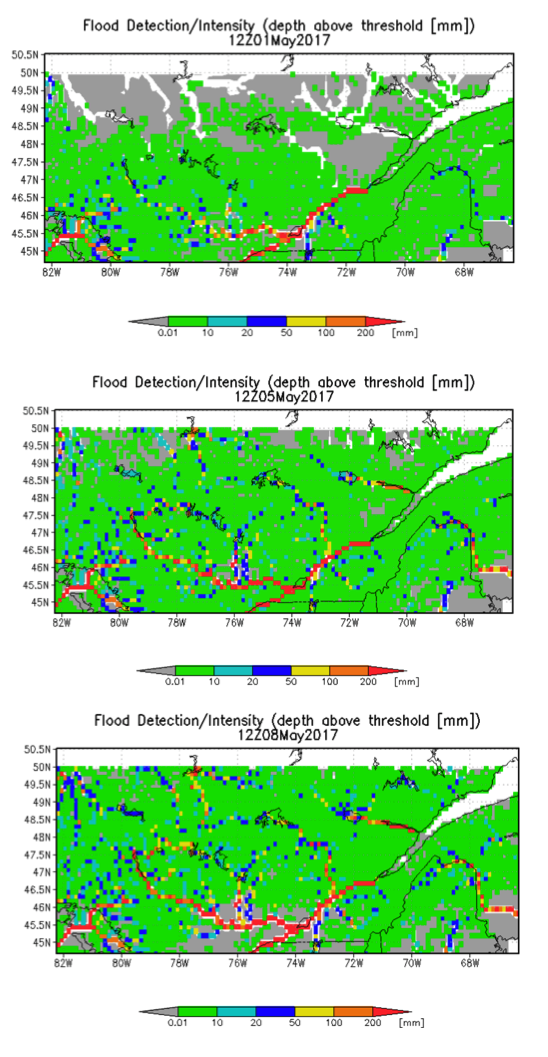
Évolution des inondations en rouge du 1er au 8 mai sur la carte du Québec.

Au printemps, le ruissellement provenant de la fonte des neiges se retrouve dans les rivières, ce qui cause à chaque année des débordements dans certaines régions. Cependant en 2017, la neige était restée particulièrement longtemps à cause du temps frais et de chutes de neige tardives. Par exemple, l'importante tempête de neige de la mi-mars avait laissé jusqu'à plus de 70 centimètres d'accumulation le long de la vallée du Saint-Laurent,.
La couche de neige était donc très importante quand les températures s'étaient mises à s'élever au-dessus du point de congélation (0 °C). En même temps, des précipitations abondantes s'étaient ajoutées en avril et au début mai 2017. Seulement à Montréal, 156 mm de pluie étaient tombés en avril, plus du double de la moyenne (67,7 mm) selon Environnement Canada, et près du record de 159 mm établi en 2005. Ces pluies furent laissées par plusieurs dépressions provenant du sud des États-Unis où elles s'étaient gorgées d'eau du golfe du Mexique et de l'Atlantique.
La fonte de la neige et les pluies répétées avaient détrempé les sols, puis le reste s'était écoulé par ruissellement vers les cours d'eau. Suivant la hausse des températures, c'étaient d'abord les régions au sud du Saint-Laurent qui avaient connu des inondations à partir du 10 avril, comme le bassin de la rivière Chaudière et de la rivière Saint-François, en particulier à Weedon.

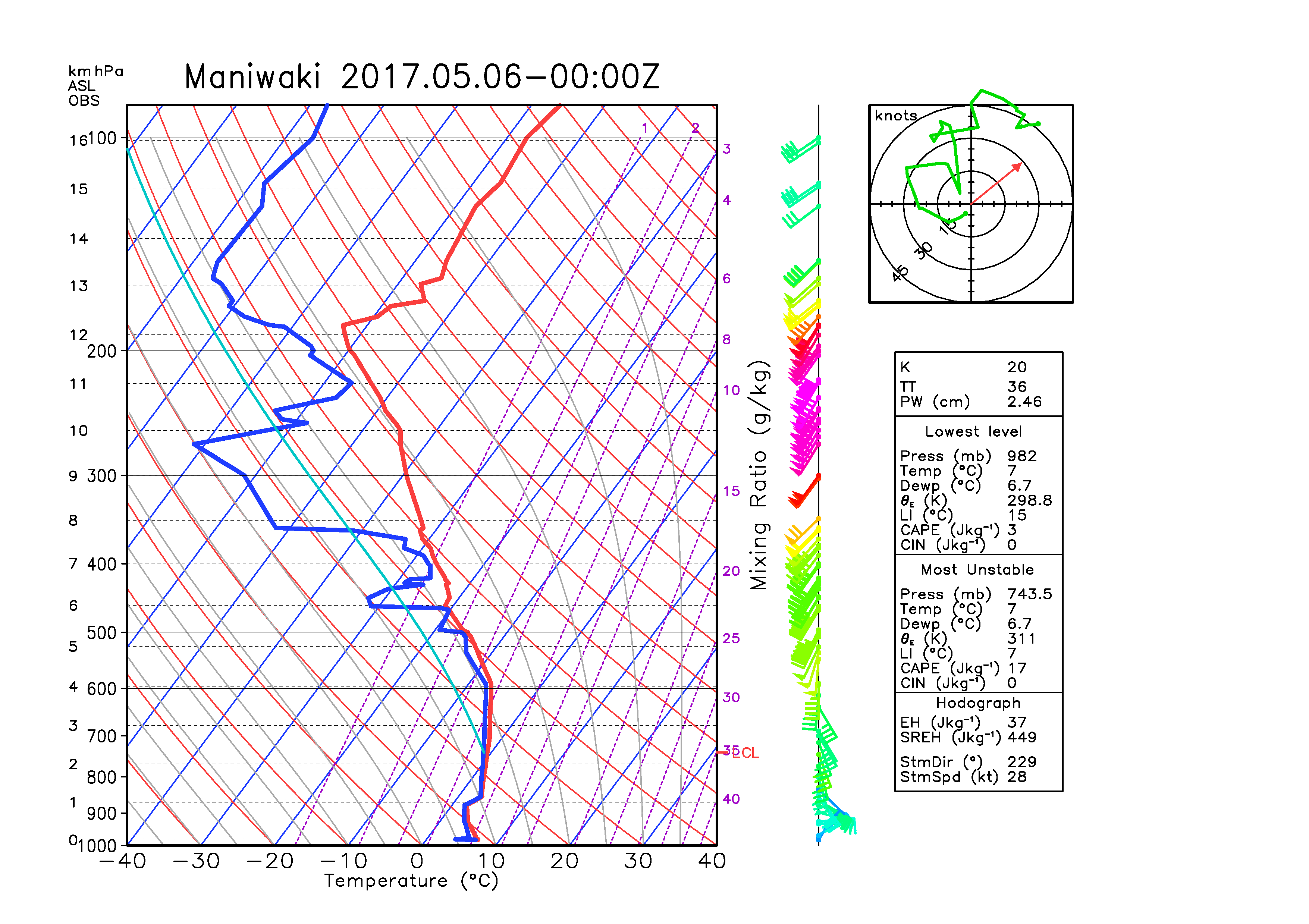
Graphique thermodynamique montrant le radiosondage de Maniwaki le 06 mai 2017 à UTC d'un nimbostratus s'élevant jusqu'à 7 km, un nuage typique des épisodes de pluies.

C'est cependant à la fin d'avril et au début de mai que les inondations les plus importantes se sont produites le long de la rivière des Outaouais, le fleuve Saint-Laurent à la hauteur de Montréal, en Mauricie et autour du lac Saint-Pierre. En effet, la fonte des neiges au nord du fleuve et de l'Outaouais, ainsi que les pluies répétées, se sont déversées dans ces cours d'eau.
L'image à droite montre les conditions aérologiques dans la région le 5 mai 2017 à 20:00 locales. L'air était à peu près stable partout et donc un nimbostratus de 7 km (niveau 400 hPa) de hauteur recouvrait à ce moment-là la région, engendrant des pluies soutenues et durables. En outre un voile de cirrus d'épaisseur de l'ordre de 1 km recouvrait le nimbostratus à environ 11 km d'altitude.
De plus, les pluies sur les Grands Lacs par les mêmes systèmes météorologiques avaient causé un apport supplémentaire. Ainsi, dès le 25 avril, selon Environnement Canada le lac Ontario eut atteint 75,48 mètres, soit son plus haut niveau depuis 1993.
Les cartes à gauche montrent la progression entre le 1er et le 8 mai de la zone inondée telle quelle détectée par satellite. En bleu, les zones en inondations mineures et en rouge celles en débordement majeur. Elles montrent la progression des inondations le long des grands cours d'eau du Québec : la rivière des Outaouais, le fleuve Saint-Laurent, la rivière Saint-Maurice, la rivière Saguenay, etc.
Du 6 au 10 mai, des pluies abondantes étaient également tombées sur les Maritimes, la Gaspésie et la Côte-Nord ajoutant ces régions aux inondations. Entre autres, il est tombé 96 mm à Port-Menier, 112 mm à Natashquan, 142 mm à Cap d'Espoir/Percé et 166 mm à Longue-Pointe-de-Mingan.
Du temps sec à partir du 11 mai avait permis de stabiliser le niveau des rivières et lacs puis d'assister à leur baisse. Seule la région du lac Saint-Jean a continué à voir une augmentation du niveau des eaux jusqu'au 19 mai à cause de la fonte du couvert neigeux plus tardive au nord de cette région. Au 2 juin, la situation était revenue à la normale selon le ministère québécois de la Sécurité publique. Il restait seulement environ une centaine de maisons inondées dans cinq municipalités du Québec : Saint-Ludger-de-Milot et Sainte-Jeanne-d’Arc, au Saguenay-Lac-Saint-Jean, ainsi que Yamachiche, Louiseville et Maskinongé autour du lac Saint-Pierre.

## Déroulement des événements
Les premières inondations eurent lieu dès le début d'avril, donnant des débordements mineurs au sud du fleuve Saint-Laurent, soit en Estrie et en Beauce. Les conditions de fonte se sont déplacées au nord de ce dernier et dans l'est de la province à la fin d'avril, le tout accompagné de fortes pluies au début de mai. Ceci donna des inondations exceptionnelles sur une grande partie du territoire québécois.
Une demande de la part du gouvernement du Québec pour le déploiement des militaires canadiens eut lieu le 5 mai,. C'est dans le cadre de l'opération Lentus 17-03, un plan d'urgence des Forces armées canadiennes pour apporter de l'assistance aux autorités civiles provinciales et locales, que les militaires avaient été déployés. L'état d'urgence fut décrété dans plusieurs municipalités, dont Montréal et Laval le 7 mai.
Le 8 mai, il y avait déjà 2 429 résidences inondées, 1 520 personnes évacuées, 146 municipalités touchées, 427 routes affectées par les inondations et les écoles furent fermées dans les régions touchées. La Gaspésie s'est ajoutée aux zones sinistrées ce jour-là,. Deux personnes, un homme et un enfant, furent portées disparues à Sainte-Anne-des-Monts, leur voiture eut été emportée par les eaux de la rivière Sainte-Anne le 7 mai. Les victimes seront retrouvées mortes par la suite.
Au 14 mai 2017, près de 4 600 résidences étaient inondées dans la province de Québec, près de 3 900 personnes avaient dû être évacuées dans 129 municipalités, selon le bilan d'Urgence Québec. À la fin mai, les eaux s'étant retirées, le bilan final fut de :  261 municipalités touchées, 5 260 résidences inondées, 4 066 personnes évacuées et 557 routes touchées.

### Premières inondations
Au début d'avril, la hausse des températures avait entraîné une fonte des neiges dans les Appalaches ce qui fit gonfler la rivière Chaudière. Le 10 avril, la route 276 reliant Saint-Joseph-de-Beauce à Saint-Joseph-des-Érables avait momentanément été fermée à la circulation. Dans plusieurs municipalités le long de la rivière, le seuil de surveillance fut atteint et des inondations mineures furent signalées par la suite.
En Estrie, le 16 avril, plusieurs municipalités étaient touchées par la crue. Des résidences, des rues et des routes étaient affectées dans une dizaine de municipalités dont Danville, Lingwick, Saint-Ludger et Ayer's Cliff. Les zones les plus touchées furent celles d'Asbestos et de Weedon où 30 demeures furent évacuées dans chacune des municipalités.

### Mauricie

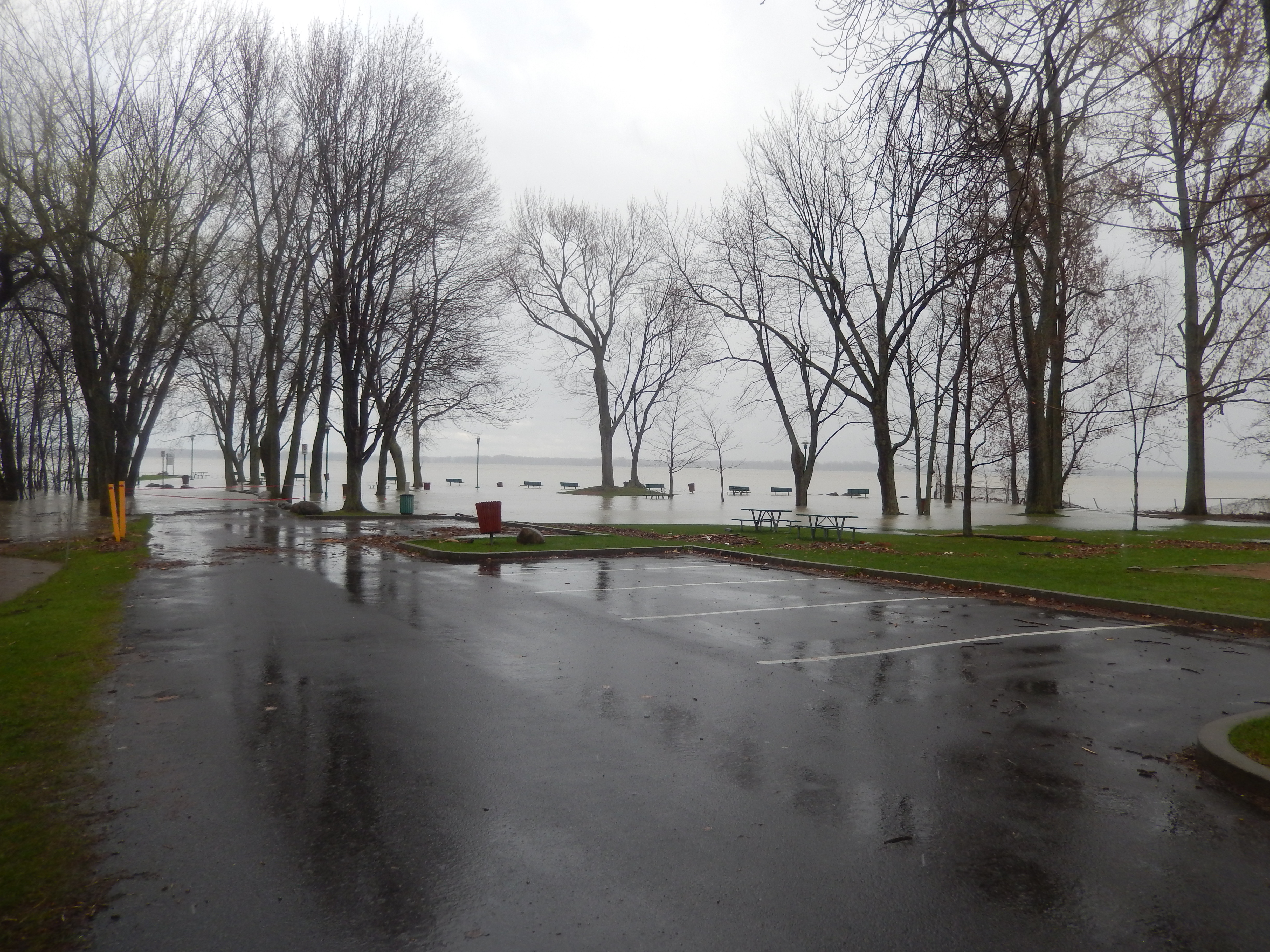
Parc Antoine-Gauthier à Trois-Rivières.

Le 30 avril, les cours d'eau de la Mauricie, dont la rivière Saint-Maurice, ont commencé à sortir de leur lit créant d'importantes inondations. À certains endroits, la rivière avait commencé à envahir la chaussée de la route 155, le seul lien qui unit La Tuque et Trois-Rivières. La crue a aussi lourdement endommagé la route 25 entre La Tuque et Wemotaci, une communauté atikamekw, l'accumulation d'eau affaissant une partie de la route. À La Croche, la situation inquiétait les résidents du secteur durement touché en juillet 1996 par le déluge du Saguenay.
Le 8 mai, la circulation sur la route 155 fut limitée aux véhicules lourds durant une bonne partie de la journée par  le ministère des Transports du Québec près de La Tuque. Cette fermeture partielle, due au fait que cette portion de route était recouverte d'environ 12 centimètres d'eau venant de la rivière Saint-Maurice, fut levée grâce au rehaussement de la chaussée de 25 à 30 centimètres avec quelque 500 tonnes de gravier. Durant la fermeture, la seule façon d'aller entre les deux villes par automobile était de passer par le lac Saint-Jean, puis la réserve faunique des Laurentides vers Québec et enfin l'autoroute 40, soit un triplement du temps et de la distance.

### Outaouais

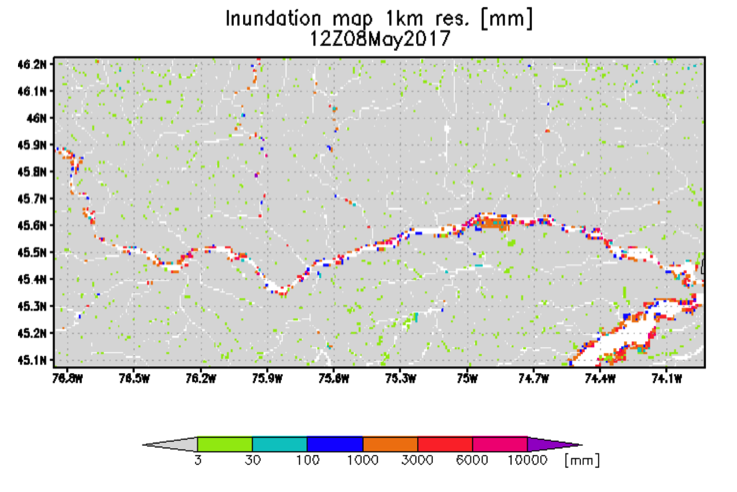
Zones inondées en rouge dans la vallée de la rivière Outaouais et la Montérégie le 8 mai 2017.

Le 20 avril, les municipalités de Pontiac et de Saint-André-Avellin décrétèrent l'état d'urgence. Dans le premier cas, la rivière des Outaouais avait inondé une vingtaine de résidences et plusieurs rues alors que, dans le second cas, c'est la rivière de la Petite Nation qui submergeait des voies de circulation. Des résidences étaient aussi isolées ou inondées dans les municipalités de Ripon, Cayamant, Duhamel, Gracefield, Montpellier et Waltham. La ville de Gatineau était aussi menacée avec certaines rues inondées.
L'autoroute 50 fut envahie par les eaux à Gatineau le 7 mai, après 60 mm de pluie supplémentaire en deux jours, mais des travaux d’urgence avaient permis de surélever l’infrastructure et de rouvrir deux voies sur trois le 9 mai. La fermeture de cet axe routier important et les inondations dans toute la ville ont amené les gouvernements du Canada et du Québec à fermer leurs bureaux de Gatineau et à donner congé aux fonctionnaires qui y vivent, ou y transitent, afin d'éviter le chaos. Plusieurs en avaient profité pour aller aider les sinistrés.
La hauteur maximale du niveau des eaux fut atteinte le 8 mai dans la plupart des endroits le long de la rivière des Outaouais, entre Mattawa et la région de Hawkesbury-Grenville. Le niveau de la rivière des Outaouais à Gatineau atteignait 45,08 mètres le 9 mai, une baisse de 10 cm par rapport à la veille. Le nombre de résidences évacuées par le Service de sécurité incendie de Gatineau s'élevait à 533. La Croix-Rouge avait quant à elle pris en charge près de 1 000 personnes à ce moment-là et depuis le 18 avril, plus de 676 000 sacs de sable avaient été distribués pour faire des digues afin de contenir l'avancée des eaux. Plus de 900 employés municipaux se relayaient jour et nuit depuis le 1er mai pour venir en aide aux sinistrés et un certain nombre de militaires sont venus leur donner de l'aide.
Du côté ontarien, le nombre de propriétés affectées par les inondations printanières à Ottawa était de 346 le 10 mai, selon le maire Jim Watson. Plus de 90 % des résidences touchées se trouvaient dans le quartier West Carleton-March, dans l'ouest de la capitale nationale. Plus de 2 000 habitants s'étaient inscrits comme bénévoles sur le site web de la municipalité pour venir en aide à la municipalité et aux sinistrés.
Au 19 mai, seule la ville de Gatineau était encore l'hôte des Forces Armées. Les soldats terminèrent l'enlèvement des digues temporaires avec un grand nombre de volontaires au cours de la longue fin de semaine suivante (Journée nationale des patriotes). Les autres villes et municipalités étaient toutes en mode nettoyage. Dans la région de la capitale nationale canadienne, des travaux de réfection d'infrastructures jugés moins urgents furent remis à plus tard à Gatineau afin de prioriser la remise en état de certains sites stratégiques pour le 150e anniversaire de la Confédération canadienne.

### Montérégie

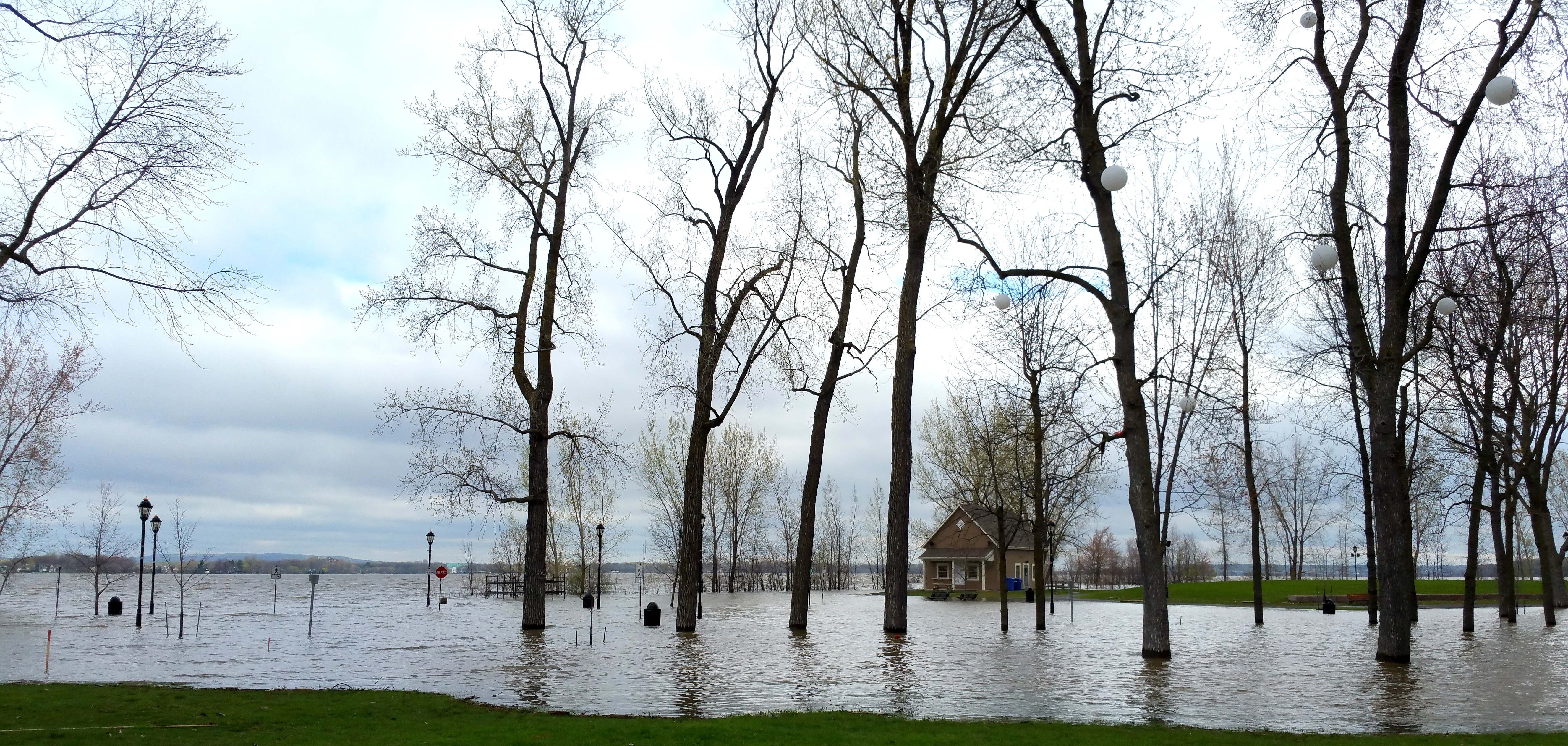
Parc Maison Valois à Vaudreuil-Dorion.

Les municipalités bordant la rivière des Outaouais, le lac des Deux Montagnes, le lac Saint-François, le lac Saint-Louis et le fleuve Saint-Laurent avaient commencé à être inondées à la fin avril. À Rigaud, l'une des plus touchées, l'état d'urgence fut décrété le 20 avril. La petite municipalité recommandait aux habitants de 470 résidences de quitter leur domicile. Plusieurs dizaines de résidences étaient déjà inondées par la montée des rivières Rigaud et des Outaouais, d'autres étaient menacées et complètement isolées par une crue. Au début mai, le maire de Rigaud ordonna une évacuation forcé pour assurer la sécurité des sinistrés qui travaillaient encore à contenir les inondations. Au 10 mai, 230 familles avaient été évacuées et les autorités civiles planifiaient d'inspecter 157 autres maisons qui pourraient devoir être évacuées.

### Région de Montréal

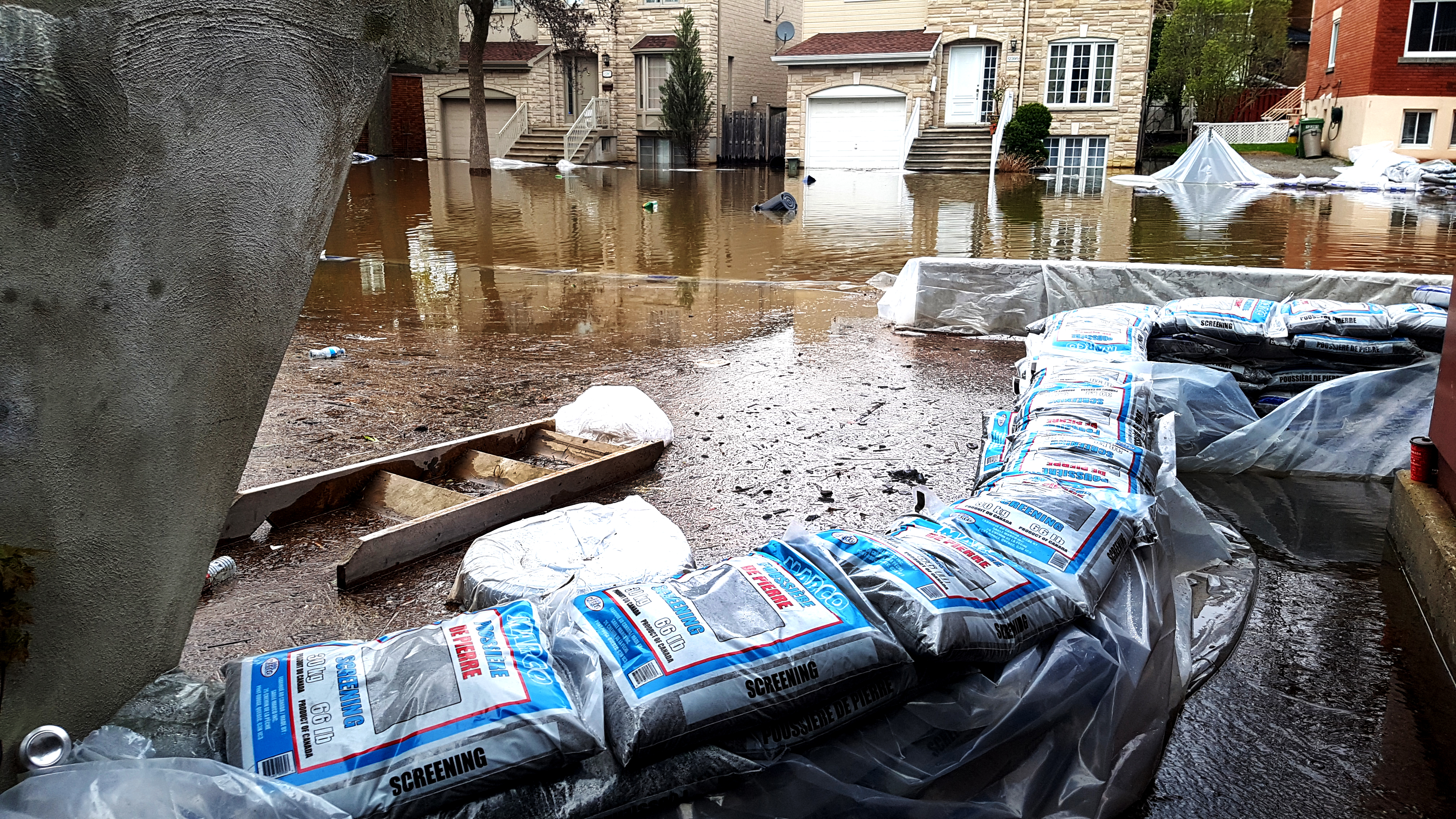
Rue Cousineau inondée et digue de sacs de sable à Cartierville, Montréal.

Les débordements de la rivière des Prairies dans les arrondissements de Montréal de Pierrefonds-Roxboro et de l'Île-Bizard–Sainte-Geneviève avaient commencé le 6 mai. La situation s'était envenimée au cours de la nuit du 6 au 7 dans Ahuntsic-Cartierville où des résidences furent aussi inondées sur le boulevard Gouin. Trois digues avaient cédé à Pierrefonds et des évacuations furent menées dans ce secteur. En soirée du 7 mai, les autorités de Montréal procédèrent à l'évacuation de 86 patients du pavillon Albert-Prévost, spécialisé en soins psychiatriques, de l'hôpital du Sacré-Cœur de Montréal à cause d'un refoulement d'égout après que de l'eau se soit infiltrée dans des espaces occupés par des patients.
Des inondations le long de la même rivière se sont produites à Laval. À Boisbriand, au nord de Montréal, la mairesse mit en place son plan sur les mesures d'urgence en raison des débordements de la rivière des Mille Îles. Le 7 mai au matin, les maires de Montréal et Laval ont décrété l'état d'urgence, une mesure prévue à la Loi sur la sécurité civile qui donne des pouvoirs spéciaux à la municipalité lors de graves sinistres.
L'Autoroute 20 fut fermée dans les deux sens entre l'Île-Perrot et l'île de Montréal durant deux jours. En effet, les eaux du lac des Deux Montagnes avaient gagné le pont Galipeault le 7 mai mais le pont a été rouvert le 9 mai. Ce lien important entre la banlieue ouest et l'île de Montréal eut forcé les automobiliste à faire le détour par l'autoroute 40, ce qui avait causé un engorgement important. Pour aider à désengorger les routes en redirigeant le trafic qui n'avait à traverser l'île de Montréal, le péage de l’autoroute 30 sur le pont Serge-Marcil fut suspendu durant la fermeture.
Le 18 mai, après le retrait des eaux de la rivière des Prairies, des dizaines de maisons étaient inhabitables car leur structure fut lourdement endommagée et la prolifération des moisissures étaient importante, certaines risquant la démolition. Durant les jours précédents, le Service de sécurité incendie de Montréal (SIM) a fait L'inspection des maisons inondées, pas moins de 1 150 résidences furent visitées dans les quartiers de Pierrefonds-Roxboro, de l'Île-Bizard–Sainte-Geneviève et Ahuntsic-Cartierville. À chacune, une cote fut attribuée en fonction des dommages et de la dangerosité pour ses occupants. D'autre part, les sinistrés regagnaient peu à peu leur domicile, commençaient le grand nettoyage et les soldats commençaient à démanteler des digues temporaires érigées durant la crue.
À Laval, plus de 200 bénévoles se sont manifestés pour participer à une corvée de nettoyage pour prêter main-forte aux 500 employés des travaux publics de la Ville au cours de la longue fin de semaine de la Journée nationale des patriotes, du 20 au 22 mai. La fin de semaine suivante, à Montréal dans le secteur de Pierrefonds-Roxboro, environ 200 volontaires participèrent à une corvée similaire.

### Lac Saint-Pierre

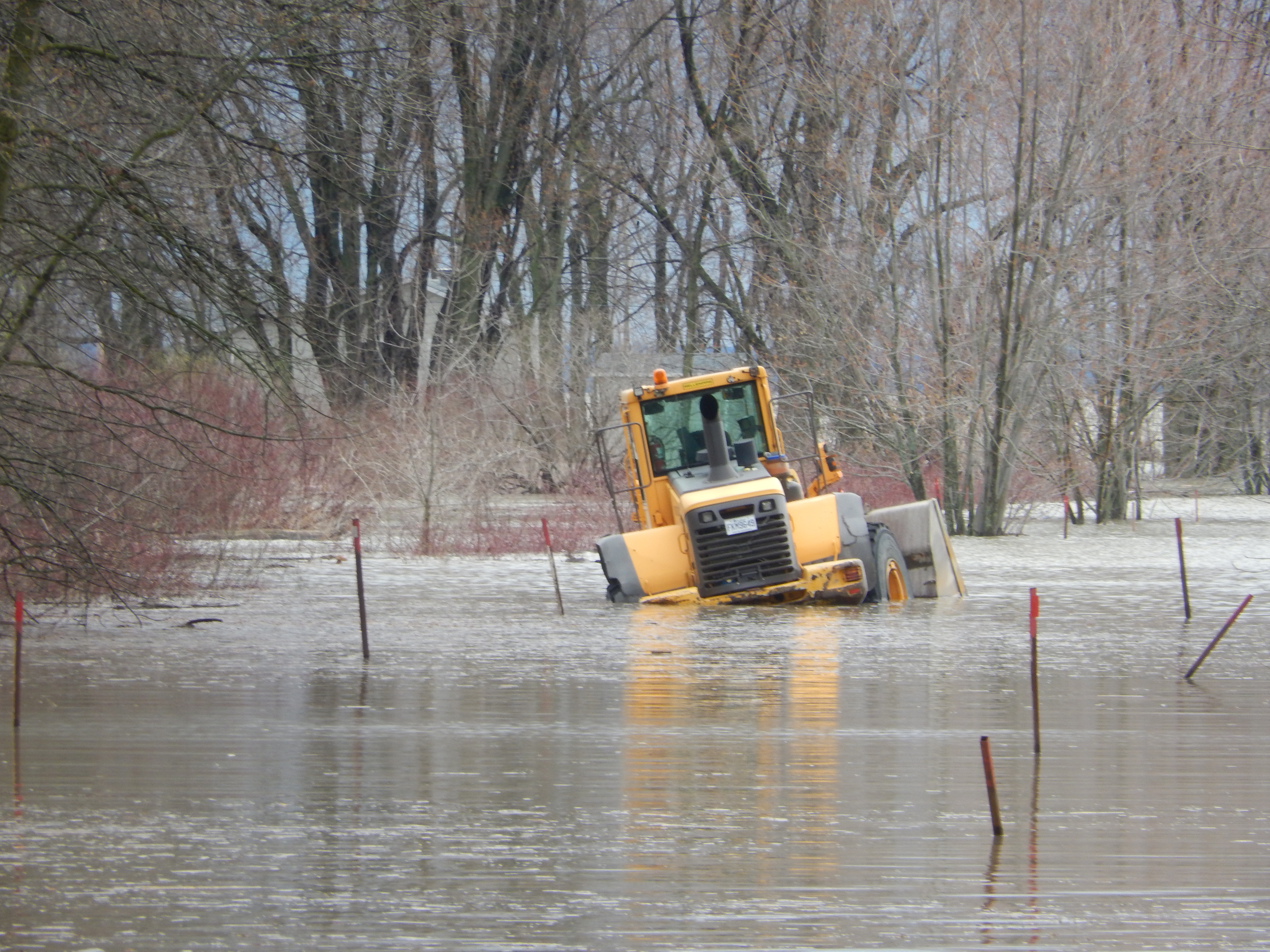
Chemin Louis-Gatineau, Yamachiche.

Au début d'avril, les résidents de la route de la Langue-de-Terre à Maskinongé avaient commencé à vivre avec les inondations à cause du haut niveau du lac Saint-Pierre et de la rivière Maskinongé. Au début, les services de la ville de Trois-Rivières furent aussi mis sur un pied d'alerte et le 3 mai plusieurs rues résidentielles étaient inondées près du lac et de la rivière Saint-Maurice, en particulier dans le secteur Pointe-du-Lac. Plusieurs autres municipalités autour du lac, en particulier Yamachiche et Baie-du-Febvre, ont subi des inondations importantes et l'eau est même passée proche d'envahir le tronçon de l'autoroute 40 qui longe le lac.
La frégate NCSM Montréal fit un arrêt à Trois-Rivières le 11 mai, en route vers Montréal pour les célébrations du 375e anniversaire de la ville, pour débarquer des marins qui ont prêté main-forte aux sinistrés, doublant les effectifs et la capacité opérationnelle sur le terrain à un moment critique de l’opération. Environ 120 soldats du 2e bataillon du Royal 22e Régiment les y ont rejoint le 13 mai.
Le 26 mai, bien que les eaux étaient retirées des autres régions, certains résidents du lac étaient encore aux prises avec des inondations. En effet, une centaine de maisons de Maskinongé et Louiseville voyaient les eaux revenir en raison des fortes marées printanières. Au 2 juin, certains secteurs riverains avaient encore des problèmes mais les eaux se retiraient lentement.

### Gaspésie et Côte-Nord
Après des pluies diluviennes du 6 au 8 mai. La route 299, la transgaspésienne fut fermée entre le Gîte du Mont-Albert et Saint-Jules en raison de l'eau qui recouvrait la chaussée dès le 7 mai. Une dizaine de résidences furent inondées dans les municipalités de Maria, Nouvelle, Bonaventure, Sainte-Anne-des-Monts, Saint-Jules, Saint-Godefroi et Gaspé. Dans la vallée de la Matapédia, Amqui a vu une cinquantaine de bâtiments être inondés au centre-ville quand la rivière Humqui était sortie de son lit. Les inondations firent également des sinistrés à d'autres municipalités comme Causapscal, Lac-au-Saumon, Sainte-Florence et Val-Brillant. À Cascapédia–Saint-Jules, sur la route 132, un des plus grands ponts de la Gaspésie fut complètement fermé durant plus d'un mois à la suite du déplacement d'un de ses piliers par la force du courant.
Sur la Côte-Nord, des rues furent fermées à Sept-Îles, la route 138 fut fermée en Minganie entre Baie-Johan-Beetz et Aguanish et l’école de Natashquan avait suspendu ses activités. Sur l'île d'Anticosti peu peuplée, le niveau de l'eau du lac Saint-Georges avait augmenté, causant des dégâts à la route et à une maison.
Le 10 mai, la porte-parole du ministère des Transports du Québec (MTQ) a mentionné que la fermeture de la route 138 sur la Côte-Nord était due à la réparation nécessaire de certains tronçons, dont un ponceau à l’Anse-à-John. Selon le maire de Natashquan, la municipalité s'en est tirée sans problème mais la communauté de Nutashkuan avait reçu une soixantaine de pompes pour évacuer l’eau des maisons. De son côté, le maire d’Anticosti mentionna que l’aqueduc résistait toujours à la situation critique du secteur du barrage Pouvoir.
Le 14 mai, les routes mentionnées ci-dessus, et d'autres, restaient fermées à cause des inondations en Gaspésie et sur la Côte-Nord. Au 19 mai, seuls quelques tronçons de routes restaient fermés ou à circulation limitée à cause des réparations. Le 25 mai, les travaux pour l'assèchement et la décontamination de l'hôtel de ville d'Amqui commencèrent après le rebranchement du courant électrique par Hydro-Québec. Selon une première inspection sommaire, la remise en état de l’édifice pourrait coûter entre 50 000 et 100 000 $Can. Des assemblés d'information furent tenues pour les citoyens des municipalités sinistrés de la vallée de la Matapédia.

### Saguenay-Lac Saint-Jean
Le 6 mai, le niveau des rivières au Saguenay-Lac-Saint-Jean avait commencé à être inquiétant. Ainsi, la rivière aux Saumons montait et la Sécurité civile signalait d'ailleurs des inondations mineures. Deux autres rivières étaient également sous surveillance, soit la rivière Ouiatchouan et la petite rivière Péribonka. Plusieurs résidences et routes étaient menacées dans les municipalités de Lac-Bouchette et Saint-François-de-Sales par la montée des eaux sur le lac des Commissaires et la rivière Ouiatchouan. À Sainte-Jeanne-d'Arc, une vingtaine de maisons eurent été inondées par des infiltrations d'eau en raison du haut niveau de la nappe phréatique.
Pendant que les régions plus au sud voyaient les eaux se stabiliser ou même se retirer, le lac Saint-Jean commençait à montrer des signes de débordement. De plus, la nappe phréatique s'éleva avec le niveau du lac causant certaines inondations. Ainsi, le 9 mai, la piste de l'aéroport intermunicipal de Dolbeau-Mistassini-Saint-Félicien-Normandin fut encerclée d'eau.
Le 18 mai, le débit des émissaires du lac, dont la rivière Petite Décharge, avait atteint un niveau historique. La Véloroute des Bleuets fut fermée temporairement en raison de l'élévation importante du niveau des eaux du lac qui menaçait les infrastructures à plusieurs endroits. Le 19 mai, à Saint-Gédéon-sur-le-Lac, un muret de béton fut emporté par les vagues causées par de grands vents et la dépouille d'un orignal noyé dans le lac aboutit sur le rivage d'un particulier.
Le 21 mai, le niveau du lac Saint-Jean avait atteint son plus haut niveau à 17,9 pieds (5,5 m), un niveau historique, puis est redescendu lentement. Même si 133 résidences étaient affectées par des inondations, la gestion des barrages de Rio Tinto, a permis d'éviter pire. Au 2 juin seulement, Saint-Ludger-de-Milot et Sainte-Jeanne-d’Arc avaient encore des problèmes mais les eaux se retiraient lentement.

### Ailleurs
Le niveau du lac Ontario, qui se déverse dans le fleuve Saint-Laurent, a atteint son plus haut niveau depuis 1993. En Ontario et dans l'État de New York, certaines communautés avaient subi des inondations le long des rives du lac et de la région des Mille-îles, dont les îles de Toronto. La portion sud du Don Valley Parkway était également sous surveillance le 5 mai mais ne fut pas envahie. Finalement, le président de la Société canadienne de limnologie, a également prévenu les résidents des rives du lac de débordements par un effet de seiche, soit un rehaussement du niveau du côté au vent qui pouvait causer de grandes inondations en quelques minutes.

## Aide et impacts
Des milliers de volontaires, l'intervention de l'Armée canadienne, des levées de fonds et l'aide du gouvernement de Québec furent nécessaires pour venir à bout des inondations et de ses conséquences. Les dommages furent estimés à plusieurs centaines de millions de dollars canadiens, dont au moins 42 millions $CAN pour les infrastructures routières.

### Opération Lentus 17-03

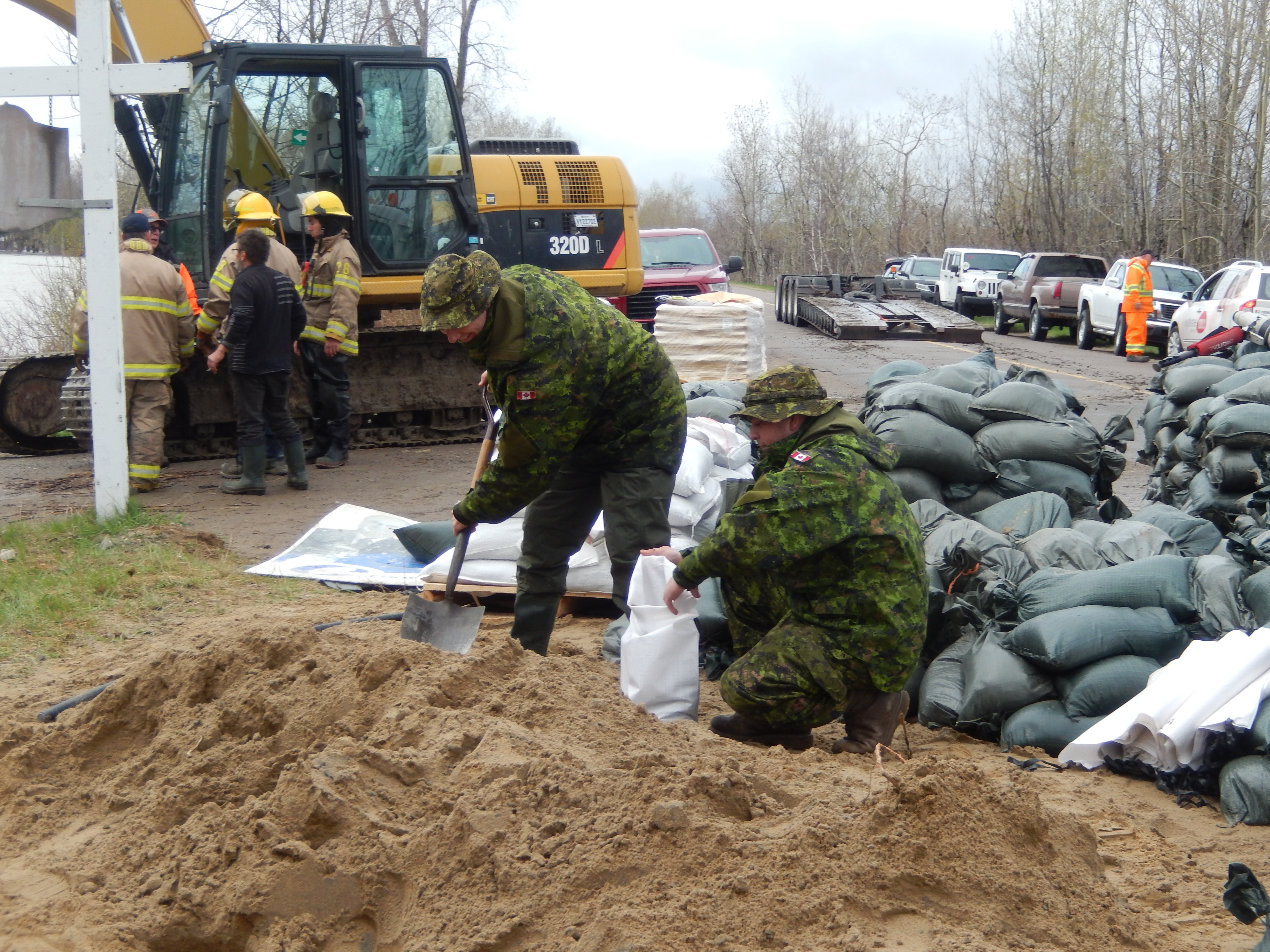
Pompiers et soldats à l'ouvrage à Yamachiche.

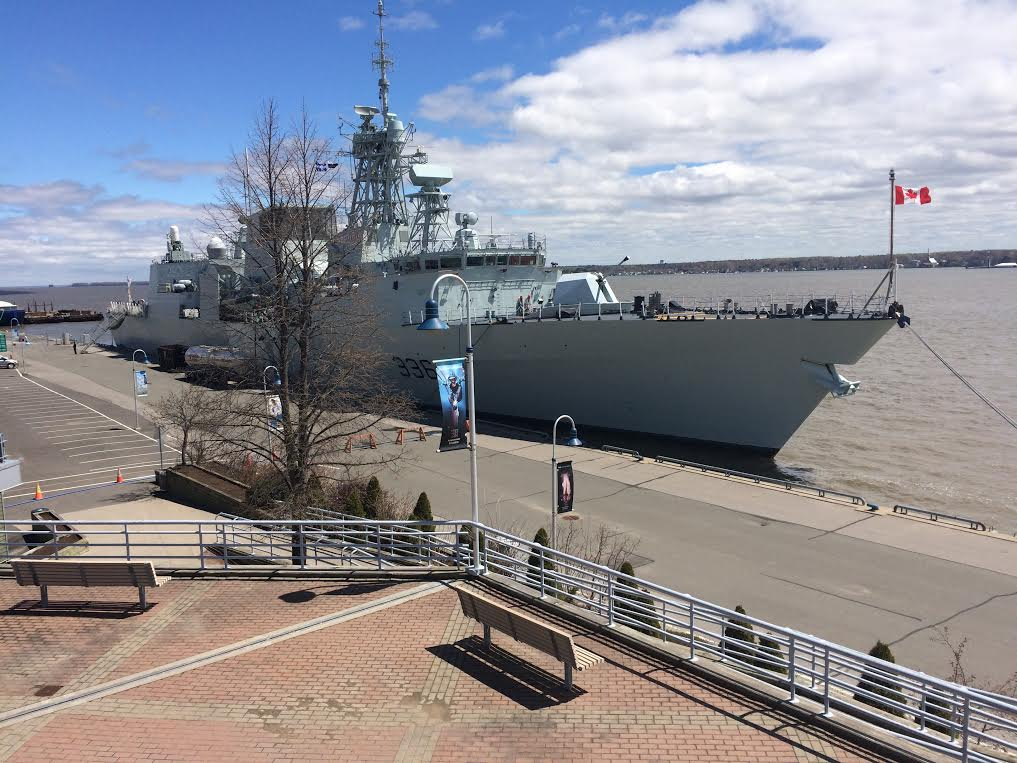
NCSM Montréal dans le port de Trois-Rivières.

Le 5 mai, moins d’une heure après la réception d’une demande d’aide par Sécurité publique du Québec, les Forces armées canadiennes envoyèrent des officiers de liaison et des éléments de reconnaissance à quatre centres de coordination régionaux. Le gouvernement du Canada annonça qu'il défraierait tous les coûts reliés à ce déploiement. Le lendemain, une unité d’intervention immédiate comptant 400 militaires a quitté la BFC Valcartier pour commencer à fournir de l’aide à quatre régions touchées.
Le 7 mai, des centaines d’autres militaires ont quitté Valcartier et dès le 8 mai, 1 650 militaires étaient à l’œuvre dans le corridor Gatineau - Trois-Rivières et le 10 mai ils étaient près de 2 000.
À son paroxysme, l’opération Lentus comprenait 2 600 militaires, dont 900 membres de la première réserve, dans les régions de la Montérégie, de l'Outaouais, de la Mauricie et de Montréal, et fut appuyée par le NCSM Montréal de la Marine royale canadienne. Ces troupes provenaient de 72 unités différentes de l'Armée canadienne, de trois unités de la réserve de la Marine royale canadienne et de quatre escadrons d'hélicoptères de l'Aviation royale canadienne. L'effectif mobilisé pour cette opération fut plus grand que les effectifs de toutes les autres opérations des Forces armées canadiennes combinés à travers le globe au même moment.
Leurs tâches furent :
- de distribuer et remplir des sacs de sable pour aider à renforcer les digues existantes, ainsi que d'en construire d'autres afin de protéger les infrastructures essentielles ;
- d'utiliser des véhicules militaires pour aider les autorités civiles à assurer la circulation sur les artères principales et à évacuer les citoyens vers des zones sécuritaires ;
- d'effectuer des patrouilles pour surveiller l’infrastructure essentielle et assurer la sécurité des citoyens ;
- d'aider à enlever les sacs de sable à la fin de l'événement.

L'armée de terre a utilisé plus de 400 véhicules passant des camions aux véhicules blindés. En plus des troupes terrestres, 15 petites embarcations, en plus de la frégate le NCSM Montréal, furent déployés par la Marine et des appareils de l'Aviation royale canadienne, dont six CH-146 Griffon et un CH-147 Chinook, furent mis en service et totalisèrent 164 heures de vol. Au total, les membres des Forces armées canadiennes ont rempli, livré ou mis en place plus de 640 000 sacs de sable. Après l'inondation, ils ont ramassé plus d'un million de sacs de sable.

### Aide financière aux sinistrés
La Croix-Rouge mit en place une collecte de fonds le 8 mai. Le gouvernement du Québec a indiqué qu'il versait immédiatement 500 000 $Can dans l'enveloppe et assumerait en plus tous les frais d'administration du fonds et la ville de Montréal y ajoute 250 000 $Can. Le 19 mai, elle annonça qu'un premier 4 millions de dollars issus du fonds dédié aux inondations printanières, seraient distribués aux personnes touchées. L’organisme précisa que ce montant comprend 3 millions à être consentis à plus de 5 200 familles du Québec et 1 million à environ 1 600 familles de l’Ontario.
Le 16 mai, le premier ministre Philippe Couillard fit l'annonce d'un bonification des indemnités que verserait la province aux sinistrés. Le montant maximal qui serait disponible pour le remplacement complet d'une résidence qui doit être détruite, qui était de 160 000 $Can dans le programme général, fut porté à 200 000 $Can. À cela, une somme allant jusqu'à 50 000 $Can pouvaient s'ajouter pour la valeur du terrain si le propriétaire décidait de s'installer ailleurs, un ajout qui n'existait pas auparavant. Quant au propriétaire de maisons réparables, ils voient le plafond d'aide porté 90 % de la valeur des rénovations jusqu'à concurrence de 200 000 $Can.
L’Orchestre symphonique de Montréal (OSM) amassa des fonds pour venir en aide aux sinistrés qu'elle versa à la Croix-Rouge Québec. Dans un geste de solidarité envers les sinistrés de Montréal, il a offert un grand concert en plein air le 29 juin, à Pierrefonds-Roxboro, la zone la plus touchée de l'île
,. Un autre spectacle-bénéfice fut organisé à Trois-Rivières le 11 juin, par l'organisation du festival de l'endroit, au profil des sinistrés des inondations par l’entremise de la Croix-Rouge canadienne.
Le 10 juillet, 8 semaines après la fin des inondations, 15 consultations publiques furent tenues par le gouvernement du Québec à travers la province. Les représentants des ministères concernés présentèrent aux citoyens le projet de décret concernant la déclaration les secteurs inondables puis les sinistrés dans salle purent poser des questions. Ces derniers se plaignirent de la lenteur à recevoir l'évaluation de leur situation par les autorités ce qui retarde le paiement des indemnités, l'émission de permis par leur ville et le début des travaux de rénovation. De plus, plusieurs furent choqués d'apprendre qu'ils ne seront pas autorisés à reconstruire car leur maison se trouvent dans les secteurs déclarés inondables. Selon les participants, les autorités n'ont pas répondues à leurs doléances.
En réponse à ces craintes, le gouvernement annonça le 19 juillet des assouplissements au décret qui considérerait entre autres la valeur des réparations par rapport à celle de remplacement de l'édifice plutôt que la valeur foncière pour déterminer les maisons qui ne pourraient pas être reconstruites. Cela permettra une plus grande égalité, par rapport au seuil de 50 % qui détermine la démolition ou non, entre les propriétaires de maisons plus humbles et ceux de demeures plus cossues qui auraient des réparations en valeur absolue égale mais bien  différentes en pourcentage.
Lors d'une réunion le 20 décembre 2017, soit huit mois après la décrue, il a été révélé que 125 familles étaient toujours logées à l'hôtel sur le millier au pic des inondations. La décision quant à la reconstruction de leur demeure ou à sa démolition avec compensation trainait toujours et coûtait environ 500 000 $CAN par mois au gouvernement selon le Regroupement des sinistrés du Québec.
Au 1er mars 2018, plus de 80 % des personnes sinistrées avaient reçu entre 75 et 90 % de l'aide financière due par le gouvernement du Québec selon le ministre Martin Coiteux des Affaires municipales et de la Sécurité publique.

### Conséquences pour la santé
Selon le département de la santé publique du Québec, toutes les régions inondées risquèrent d'être prises d'assaut par les moustiques après les crues car les terres imbibées sont autant de milieux propices à leur développement. Une augmentation de cas de fièvre du Nil occidental était à prévoir pour l'été suivant.
D'autre part, l'eau provenant localement des débordements d'égouts qui ont refoulé, et de fosses septiques inondées, fut contaminée par des coliformes fécaux qui peuvent véhiculer une panoplie de virus. Les personnes nettoyant les dommages à leur maison purent en être affectées. Selon un expert chimiste, les niveaux détectés n'avaient cependant rien d'alarmant, mais variaient beaucoup selon l'endroit.
L'Association des microbiologistes du Québec a aussi mis en garde les propriétaires de maison de se méfier des faux diagnostics de moisissures faits par des entrepreneurs cupides et de faire affaire avec des spécialistes reconnus.
Les conséquences psychologiques sur les sinistrés pourraient aussi être importantes. Les manifestations les plus fréquemment observées sont un risque accru de symptômes ou de troubles associés au stress post-traumatique, à l’anxiété et à la dépression. D'autres conséquences peuvent aussi se manifester comme une exacerbation de maladies chroniques préexistantes, telles les maladies cardiovasculaires ou respiratoires.

### Pertes agricoles
Le gouvernement du Québec annonça à la mi-mai la mise en place d’un guichet unique pour les entreprises agricoles touchées par les inondations, une démarche concertée du ministère de l'Agriculture, des Pêcheries et de l'Alimentation du Québec (MAPAQ), de La Financière agricole du Québec (FADQ) et du ministère de la Sécurité publique (MSP). Tous les producteurs concernés furent invités à communiquer dès le 23 mai avec la FADQ. Les évaluations gouvernementales préliminaires indiquaient à ce moment que près de 800 agriculteurs, exploitant environ 10 000 hectares, étaient touchés les régions de Lanaudière, du Centre-du-Québec, de la Mauricie, de la Montérégie, de l’Outaouais et des Laurentides.
Les champs inondés dans les régions sinistrés n'ont pu être semés au moment propice et des dépôts de vase ont laissé certains contaminants biologiques. Ainsi certaines cultures fourragères ont survécu après avoir été submergées dans la région de Bécancour, près de Trois-Rivières, mais durent être détruites car elles avaient une odeur suspecte. Un traitement approprié dut être fait et les champs furent ressemés plus tard avec des types de cultures plus tardives. De plus, nombre de bâtiments de ferme et la machinerie afférente furent également inondés.

### Reconstruction
Selon des estimations du Gouvernement du Québec du 22 juin 2017, entre 500 et 800 habitations des quelque 5 300 inondées furent détruites ou rendues inhabitables par les eaux,. Selon les critères promulgués par le gouvernement, les citoyens touchés durent faire évaluer leur maison, par le ministère de la Sécurité publique ou par un expert en sinistre reconnu par la Chambre de l'assurance de dommages, avant d'obtenir un permis de reconstruction de la municipalité. Selon les résultats, les réparations ou les reconstructions autorisées dans une zone inondable avec période de retour de 0 à 20 ans ne durent pas dépasser 50 % de la valeur foncière,. Une dérogation pour des cas exceptionnels, comme pour une maison patrimoniale, purent être accordée seulement si les dommages évalués étaient entre 50 et 65 % de la valeur foncière.
Selon le ministre de l'Environnement, David Heurtel, 65 des municipalités touchées n'avaient pas de cartographie de leurs zones inondables mais peu de résidences y furent touchées car elles n'étaient pas considérées comme vulnérables. Le ministre a promis que le gouvernement les aideraient à complémenter une telle cartographie,.
Selon une porte-parole du ministère des Transports du Québec, une centaine de ponts et de ponceaux ont subi des dommages divers, allant de la simple chaussée décollée jusqu'à l'affaissement complet d'un pilier. Au 22 juin, 75 % des structures avaient été réparées, celles restantes étant les plus endommagées. En particulier, le déplacement du pilier du pont de Cascapédia–Saint-Jules en Gaspésie forçait toujours à un long détour les 6 400 véhicules qui l'emprunte chaque jour, dont près de 400 camions, plus d'un mois après l'événement. les coûts pour toutes ces réparations étaient estimés à au moins 42 millions $CAN.

### Changement législatif
Le 1er mars 2018, le gouvernement du Québec annonça un changement à la législation municipale :  toutes les municipalités devront désormais posséder un plan de sécurité civile à jour afin d'affronter un sinistre naturel majeur et pour mieux prévenir les dommages dans le futur. Le ministre Coiteux mentionna une somme totale immédiate de presque 50 millions $CAN pour aider les municipalités à cet effet et des sommes additionnelles dans le prochain budget provincial de mars 2018.
Au moment de l'annonce, seulement 30 % des villes avait un plan complet et à jour. Les 20 millions seront donc consacrés à ce volet du plan. Un autre 20,5 millions ira pour mettre à jour la cartographie des zones inondables de la province, en priorité les régions de Montréal et Québec, la ville de Gatineau et la MRC de Maskinongé, en Mauricie.
Afin de simplifier et d'accélérer le soutien aux sinistrés, le gouvernement du Québec délèguera aussi aux villes qui le désirent le pouvoir de distribuer des allocations aux sinistrés. Le ministère de la Sécurité favorisera également un meilleur partage des informations dans les dossiers des sinistrés entre les intervenants et le gouvernement verra à un meilleur déploiement d'effectifs.

## Gestion des barrages
Le cours du Saint-Laurent, de la rivière des Outaouais, du Saint-Maurice et de leurs affluents est parsemé de nombreux barrages qui furent construits pour deux raisons : en partie la production hydroélectrique mais surtout pour le contrôle des inondations. Hydro-Québec et Hydro-Ontario sont deux des principaux gestionnaires de ces barrages et ont dû prendre des décisions importantes quant au débit à laisser passer qui devait tenir compte des quantités maximales que peuvent contenir les réservoirs en amont sans subir de ruptures catastrophiques et les effets prévisibles de les décharger en partie en aval. Il s'agit donc d'un exercice politique et technique délicat.
En 1974, le sud du Québec avait été ravagé par les pires inondations printanières de son histoire. Il n'y avait pas de régularisation du débit aussi serrée qu'en 2017 et les pluies avaient rempli les réservoirs à ras bord. Il eût fallu ouvrir complètement les vannes du barrage Mercier, près de la réserve faunique La Vérendrye, et son débit eût causé de lourds dommages en aval. Depuis cette époque, Hydro-Québec réduit chaque année le niveau des réservoirs pour éviter d'être surpris.
Prévoyant donc la fonte en 2017, le débit du barrage Mercier fut augmenté pour faire baisser le niveau du réservoir Baskatong durant l'hiver afin de laisser de la place pour y accumuler les eaux printanières. Selon un responsable, cette gestion a permis de garder le lac des Deux Montagnes 50 centimètres plus bas que le niveau qui a causé les inondations exceptionnelles de mai. Également, une partie de l'eau fut aussi détournée vers la frontière avec l'Ontario dans le nord de la rivière des Outaouais et du réservoir Cabonga vers le Témiscamingue avant de revenir au barrage Carillon, plus bas dans l'Outaouais, deux ou trois semaines plus tard. Cette opération avait nécessité l'approbation de la commission mixte internationale chargée de surveiller le bassin hydrique entre le Québec, l'Ontario et les États-Unis. Ce comité a dû gérer également les apports venant des Grands Lacs qui étaient aussi à un niveau très élevé alors que le gouverneur de l'État de New York souhaitait envoyer davantage d'eau dans le Saint-Laurent.
En Mauricie, un barrage empêche l'eau de s'échapper du réservoir Gouin et permet de contrôler le niveau de la rivière Saint-Maurice. Hydro-Québec a calculé que ses installations permettaient de retenir 45 % du débit total à l'embouchure de la rivière ce qui minimisa les inondations.

## Comparaison
Selon le centre Ouranos, un regroupement de chercheurs en changement climatique au Québec, les inondations de 2017 sont un événement rare susceptible de se produire environ une fois à tous les 50 à 100 ans.
Les inondations du bassin du lac Champlain et de la rivière Richelieu en 2011 et le déluge du Saguenay en 1996 sont les plus proches événements similaires récents au Québec. Le second est celui qui s'approche le plus du point de vue de l'étendue des dégâts des crues de 2017 mais il fut causé par un système dépressionnaire unique. Par contre, la crue du Richelieu en 2011 est un phénomène de fonte printanière mais localisé.
Dans le cas du Richelieu, 40 municipalités furent sinistrées, toutes en Montérégie, dont 11 déclarées en état d’urgence. 2 535 résidences principales furent inondées le long de la rivière, 1 651 personnes furent évacuées (3 927 personnes touchées) et 6 000 hectares de terres agricoles furent touchées. Huit cents militaires furent déployés pour lutter contre les éléments et les dommages furent estimés à 82 millions de dollars canadiens de 2011.
En remontant plus loin dans le temps, c'est l'inondation printanière de 1974 qui s'approche le plus de celle de 2017. À cette occasion plusieurs centaines de municipalités du Québec furent touchés, inondant 1 000 maisons et 600 chalets d'été. Le tout affecta 7 000 personnes et causa des dégâts de 60 millions de dollars canadiens de l'époque (
304 millions actuels), dont seulement un tiers fut remboursé par les assurances et autres sources. Les régions furent sensiblement les mêmes qu'en 2017 : les bassins versants des rivières Gatineau, Outaouais, Richelieu, Saint-Laurent, Châteauguay, Saint-Maurice et Chaudière. Les plus forts dégâts furent le long de la Gatineau et de l'Outaouais ; entre le 14 mai et le 2 juillet 1974, la rivière connut ses crues les plus fortes depuis le début du XXe siècle.
Pour les inondations de 2017 à travers une grande partie du Québec, le bilan final fut de, :  261 municipalités touchées, 5 260 résidences inondées, 4 066 personnes évacuées, 557 routes touchées et 2 600 militaires mobilisés.

## Annexe